# شبه‌جزیره بوسو
شبه‌جزیره بوسو (به ژاپنی: 房総半島, Bōsō-hantō))، یک شبه‌جزیره که کل استان چیبا در هونشو، بزرگ‌ترین جزیره ژاپن را در بر می‌گیرد. این بخشی از منطقه کلان‌شهری توکیو است. لبه شرقی خلیج توکیو را تشکیل می‌دهد و آن را از اقیانوس آرام جدا می‌کند. این شبه جزیره تقریباً ۵۰۳۴ کیلومتر مربع (۱۹۴۴ مایل مربع) را پوشش می‌دهد.